# Joseph-Hugues Fabisch

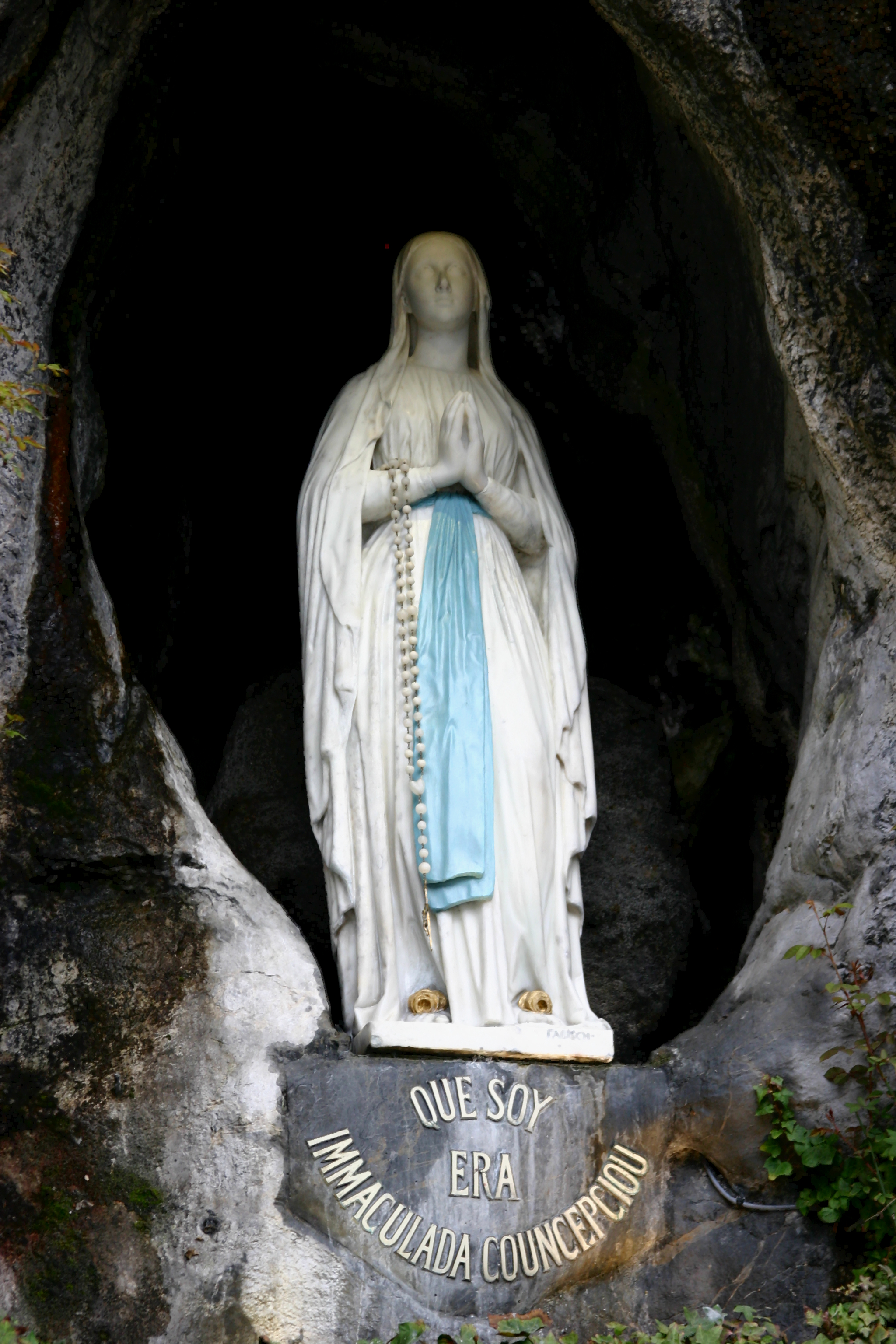
La Vergine della grotta di Lourdes, opera più celebre del Fabisch

Joseph-Hugues Fabisch (Aix-en-Provence, 19 marzo 1812 – Lione, 7 settembre 1886),  professore alla scuola di Belle Arti di Lione e scultore ufficiale dell'arcidiocesi di Lione.

## Biografia

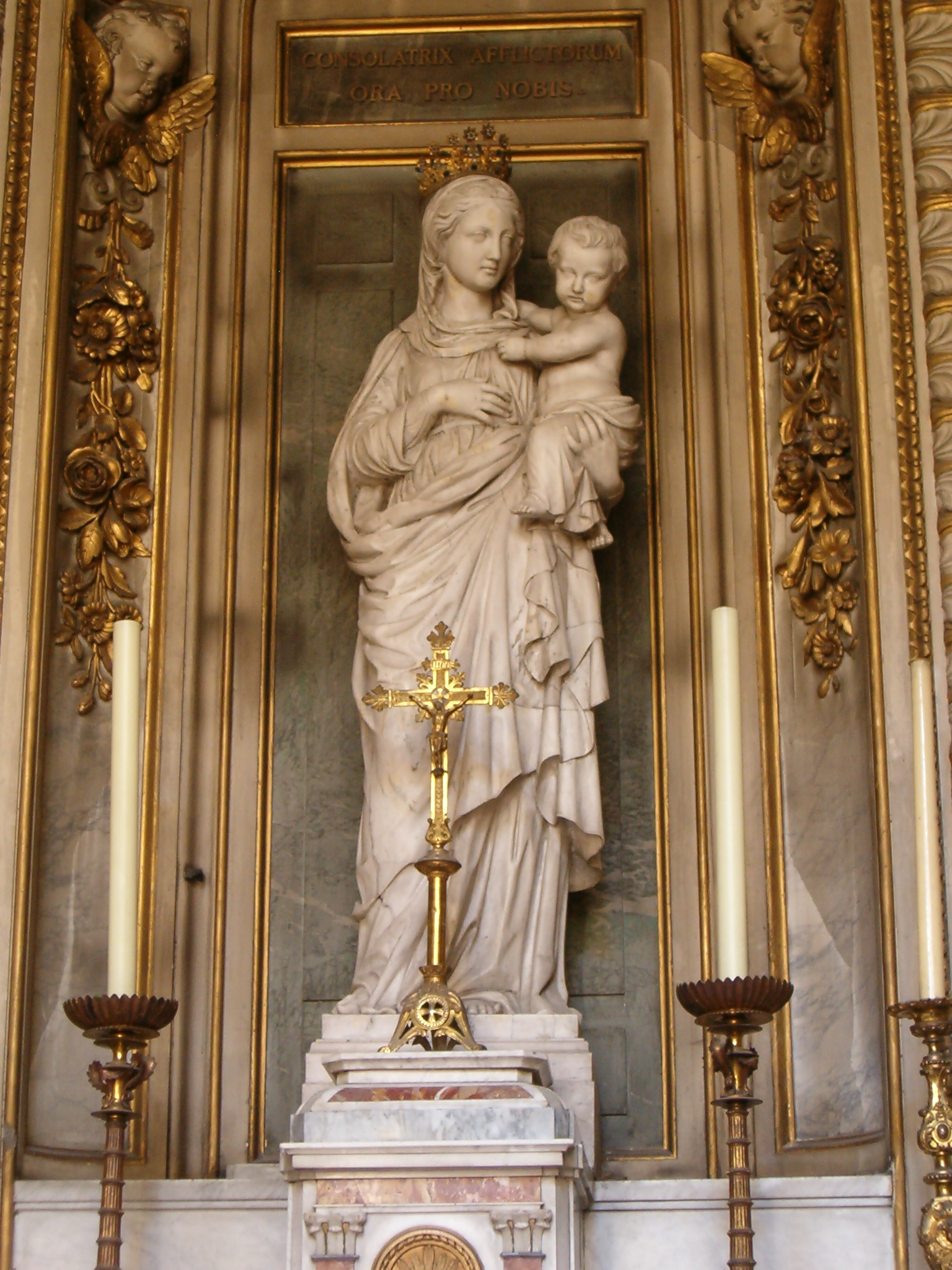
La Vergine - Chiesa di San-Bruno des Chartreux (Lione)

Nel 1840 si stabilì a Saint-Étienne ove fu professore di disegno nell'Università degli Studi della città, che lasciò nel 1845 per recarsi a Lione ove divenne professore alla locale Scuola di Belle Arti.
Nel 1852 realizzò nel suo studio sulla Saona la statua della Vergine che sovrasta la cappella della Basilica di Notre-Dame de Fourvière.
Dal 15 al 19 settembre 1863 soggiornò a Lourdes per rendere visita a Bernadette Soubirous, che gli narrò delle apparizioni della Vergine Maria in base alle quali egli realizzò una statua sotto il controllo dell'abate Blanc che desiderava soprattutto che la statua fosse aderente alle descrizioni delle apparizioni. Questa statua, commissionata da due sorelle lionesi, le sorelle Lacour, era destinata alla grotta Massabielle e fu consacrata il 4 aprile 1864 di fronte a ventimila persone. Capolavoro dell'artista, copiata in tutto il mondo, questa statua fu tuttavia all'origine di una polemica sulla sua aderenza alle visioni della giovane contadina di Lourdes, la quale non l'approvò. Nel 1868, Fabisch creò un'altra Madonna, questa col Bambino, per la cripta della Basilica di Nostra Signora di Lourdes.
Nel 1874 divenne direttore della Scuola di Belle Arti di Lione, che lo aveva accolto come professore trent'anni prima.

## Opere

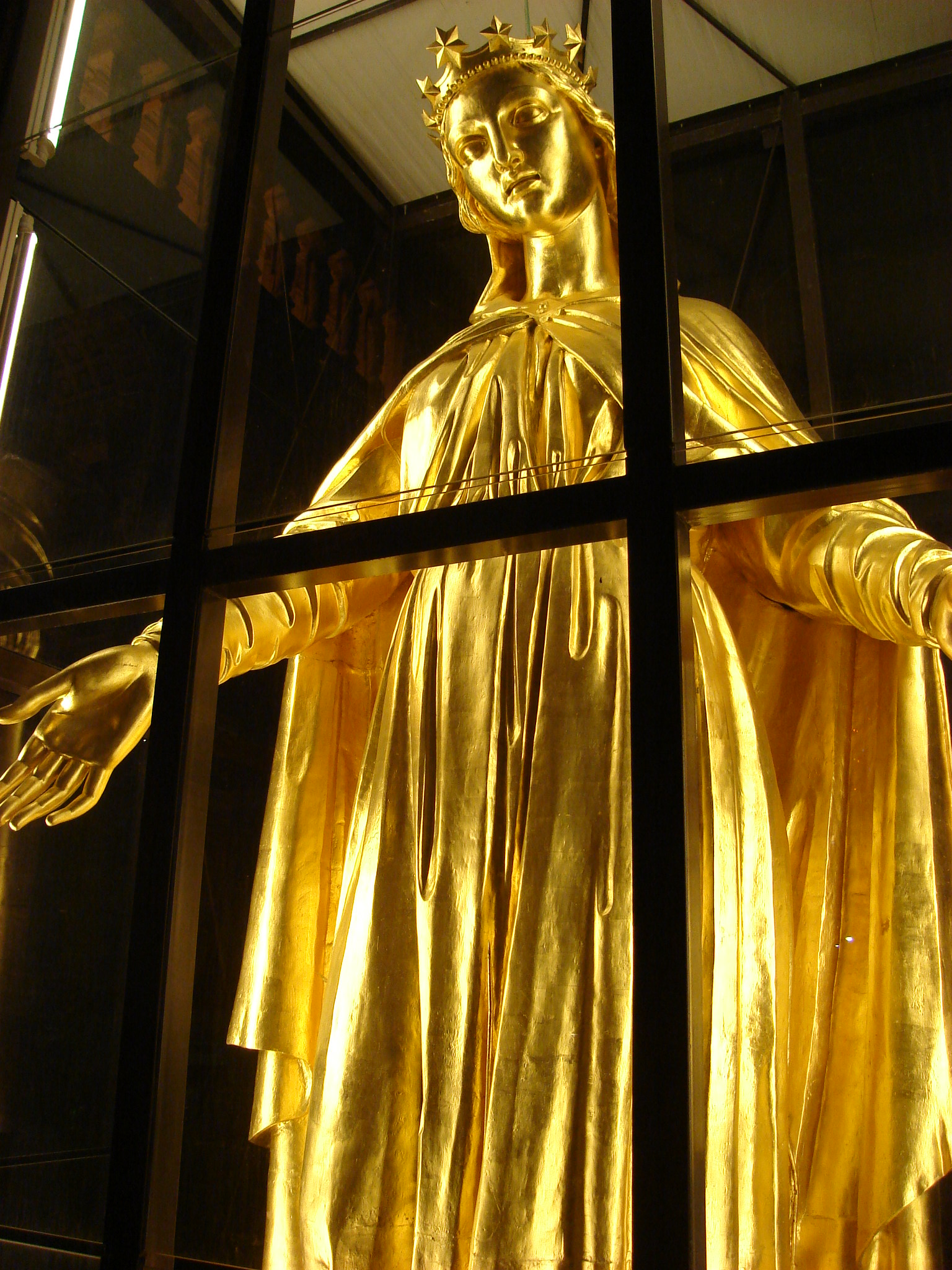
La Vergine - Basilica di Notre-Dame de Fourvière

- 1852: Vergine dorata consacrata l'8 dicembre 1852 (vedi Festa delle luci), alla sommità della cappella della Basilica di Notre-Dame de Fourvière a Lione;
- 1852: Altare dell'absidiola di San Benedetto nella basilica di Saint-Martin d'Ainay a Lione;
- 1855: Madonna con Bambino all'angolo della Maison Blanchon (dell'architetto Pierre Bossan), con il lungofiume Fulchiron e la piazza Benoît Crépu a Lione[2]
- 1855: Beatrix, marmo bianco, museo delle Belle-Arti di Lione;
- 1859: bassorilievo della chiesa di Villechenève
- 1860: timpano del portale-campanile della basilica di Saint-Martin d'Ainay a Lione;
- 1864: Vergine secondo la descrizione di Bernadette, grotta Massabielle, marmo di Carrara, alta 183 centimetri;
- 1866: Santa Caterina d'Alessandria, piazza des Terreaux angolo via d'Algeria e via Sainte Marie des Terreaux, Lione. J. H. Fabisch è anche l'autore del frontone dell'immobile del quale questa statua occupa uno degli angoli;[3]
- 1868: Vergine con il Bambino, cripta della Basilica dell'Immacolata Concezione di Lourdes
- 1881: Statua di Germano Sommeiller per il comune di Saint-Jeoire-en-Faucigny.

Opere non datate:
- San Pietro, piazza des Terraux, angolo rue Constantine, rue Paul Chenavard, Lione[4]
- San Giuseppe, cappella eponima, basilica di San Martino d'Ainay, Lione.